# Татарский вал

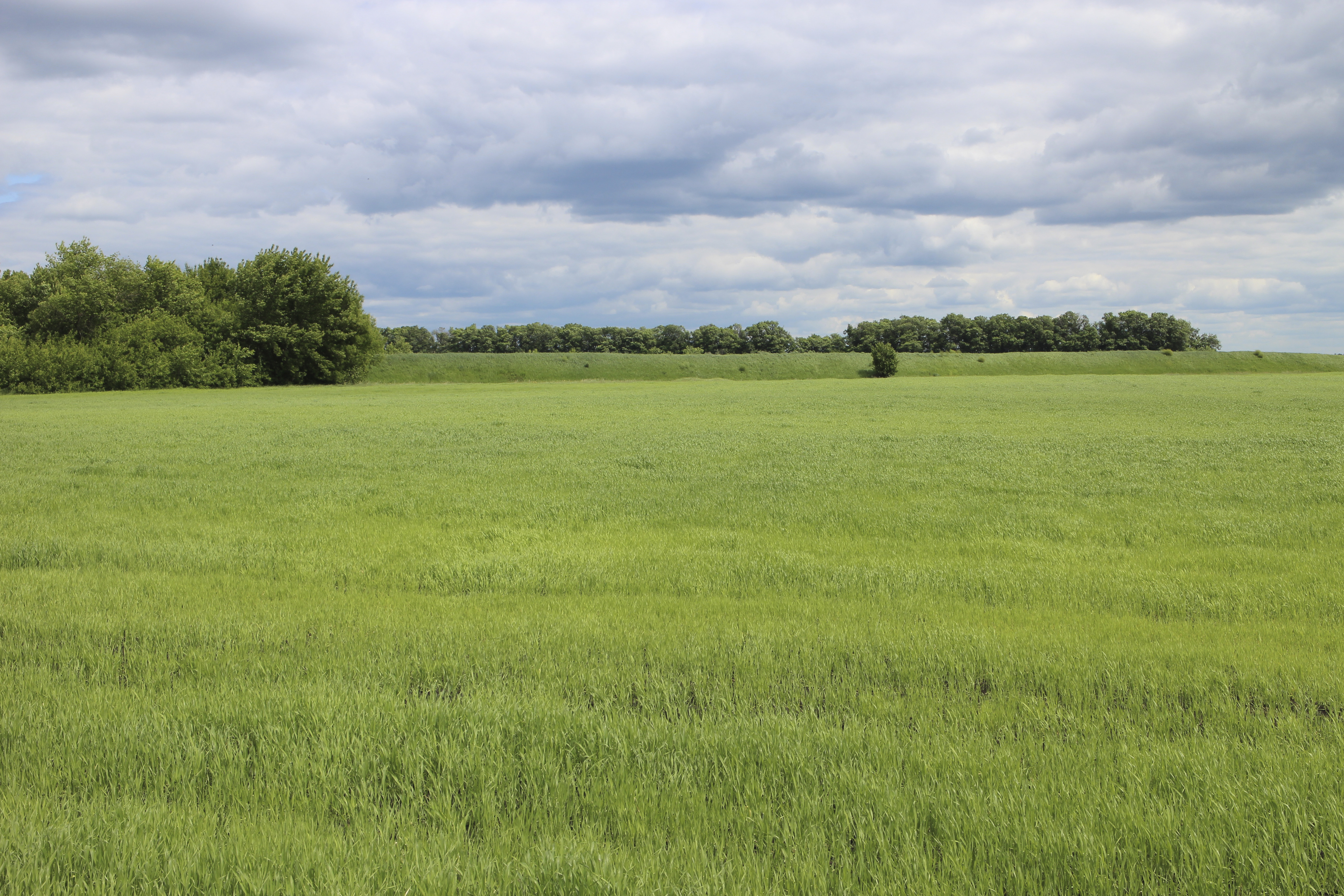
Участок Татарского вала в районе авиабазы «Тамбов»

Татарский вал — народное название Тамбовского и Козловского земляных валов, входивших в Белгородско-Симбирскую укреплённую линию, построенную для защиты южных границ Российского государства от набегов крымских и ногайских татар в XVII веке.
В частично сохранившемся виде проходит по территории современных Тамбовской, Липецкой, Воронежской, Белгородской, Ульяновской и Сумской (Украина) областей. Охраняется государством как памятник истории и природы.

## История
Во второй четверти XVII в. перед Русским государством наиболее актуальной была задача защиты южных границ. Ввиду участившихся набегов кочевников правительством было приняло решение о строительстве новой оборонительной линии взамен ненадежных деревянных укреплений. Идея сооружения вала приписывается подьячему Пушкарского приказа Федору Наквасину.
Строительство вала началось в апреле 1647 года и продолжалось до 1655 года, но основные работы были завершены к осени 1647 года. Вал насыпался вручную крестьянами и служилыми людьми из ближайших уездов. В профиле имел вид трапеции с шестиметровым основанием и вершиной двухметровой ширины; высота достигала 3—4 метров; крутизна склонов — 25—30 градусов. С внешней, южной стороны вала, располагался ров шириной и глубиной около 2 метров; на небольшом удалении — ещё один ров глубиной 1 метр. Через каждые 10 верст вал был укреплен сторожевыми башнями.
Во время нападения на Тамбов в 1655 году татары вынуждены были делать прокоп, что привело к задержке и огромным потерям в стане противника и позволило защитникам города организовать оборону и отразить нападение. Известно, что вал ремонтировался в 1670 и 1685 гг.
Создание системы укреплений на южных границах Русского государства поставило надежную преграду на пути постоянных татарских набегов и позволило начать широкое освоение новых территорий. Непосредственным результатом этого процесса стало возникновение крупных населенных пунктов: Рассказово, Кирсанов, Уварово, Инжавино, Мучкапский.

## Современное состояние
Из 72 километров Тамбовского вала уцелело всего 12 — 15 километров.
Наиболее рельефно выдаются остатки вала у станции Никифоровка, у посёлка Сабурово, у сёл Заворонежское, Челнаво-Покровское, Кузьмино-Гать, Девица, а также вблизи города Тамбова. Жителям города особенно хорошо известен участок, являющийся естественной границей Полынковского кладбища (к сожалению, именно этот участок сильно пострадал, так как дёрн и грунт с вала активно используются посетителями кладбища для ухода за могилами).
Из-за того, что земля на сохранившихся отрезках вала не распахивалась, и из-за особенностей возведения вала (для его непрерывного укрепления использовался дёрн, корни растений которого прорастали в предыдущие слои, прочно скрепляя конструкцию) на его территории «законсервировались» редкие, эндемичные виды цветов и трав «дикого поля».

## Галерея

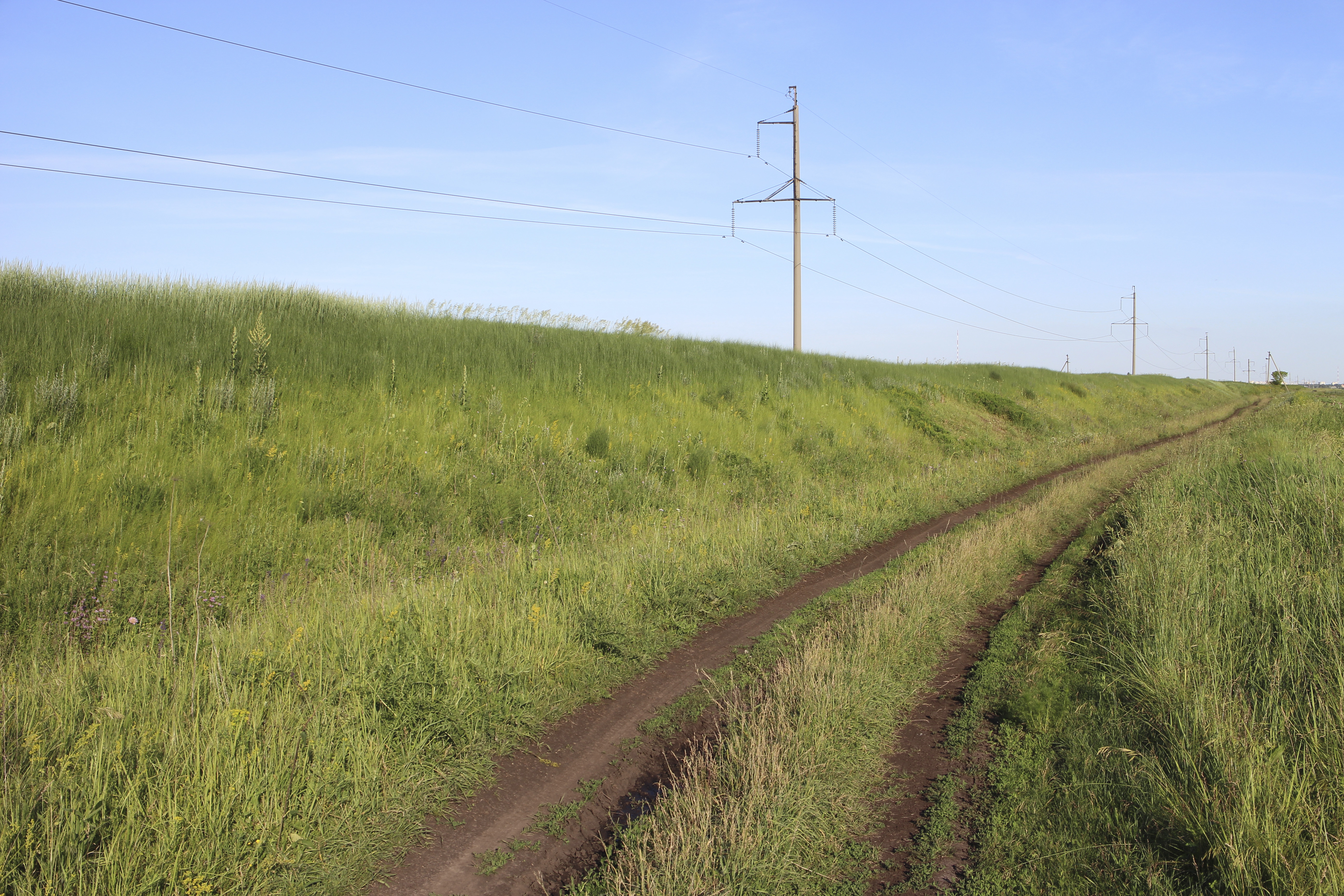
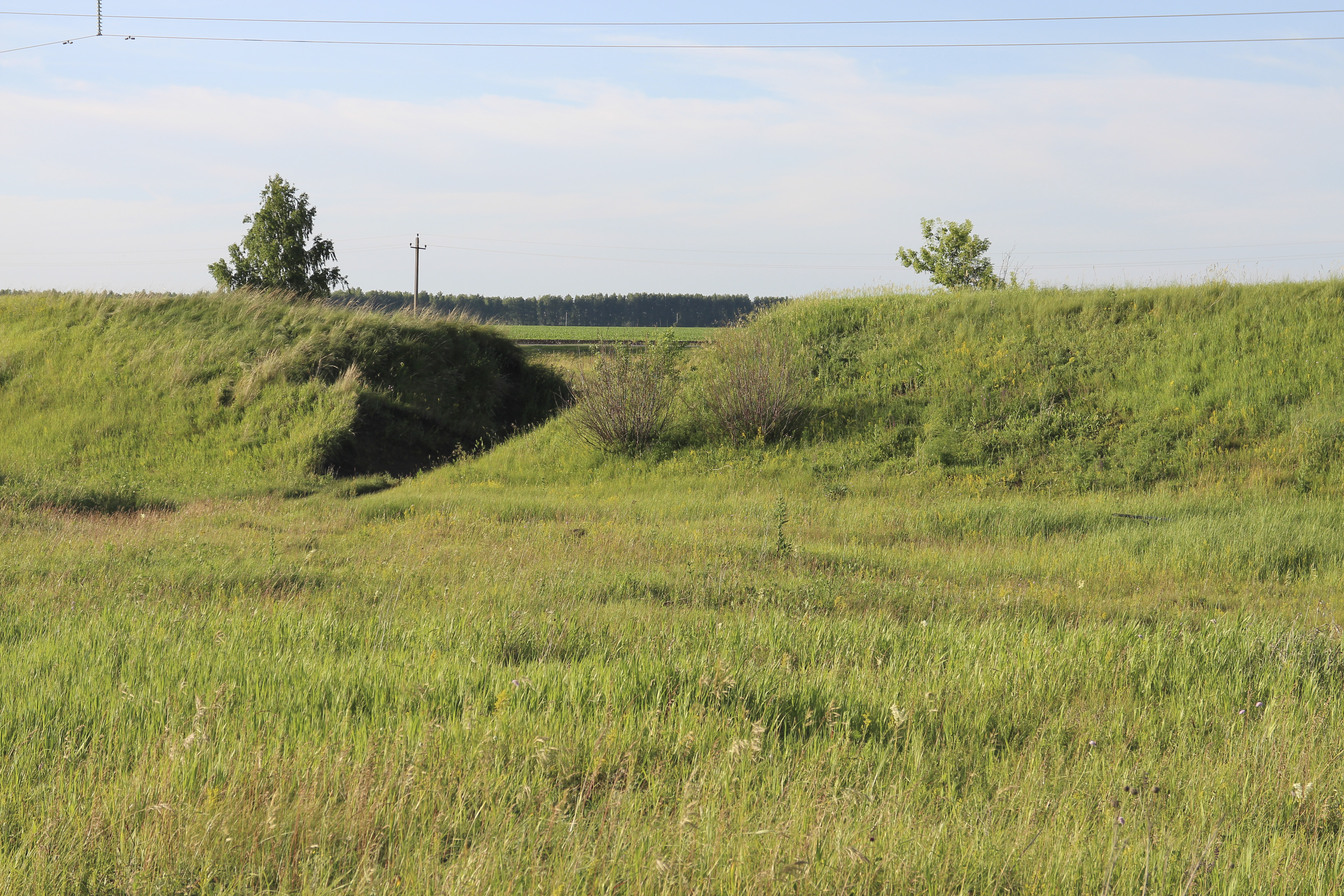
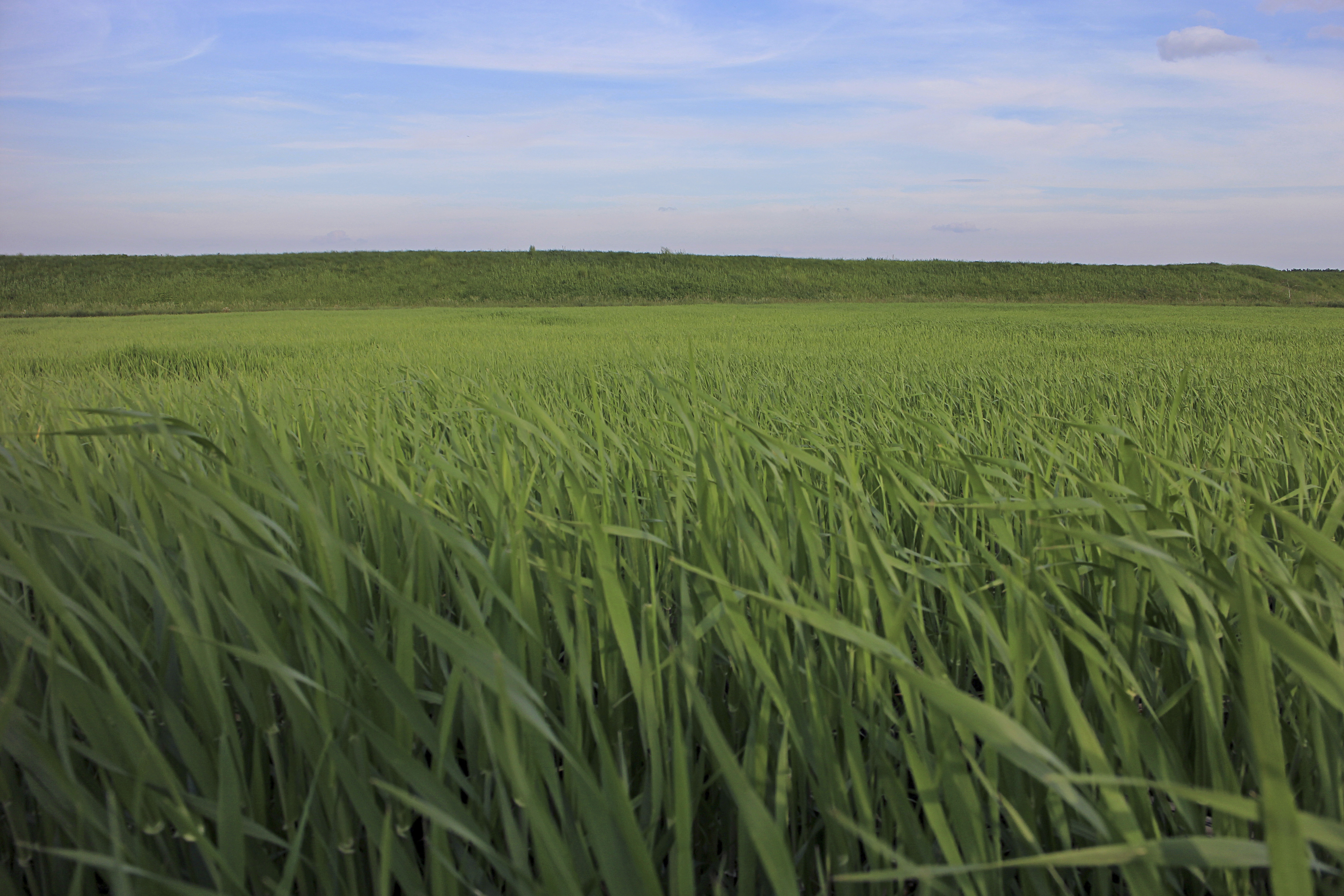
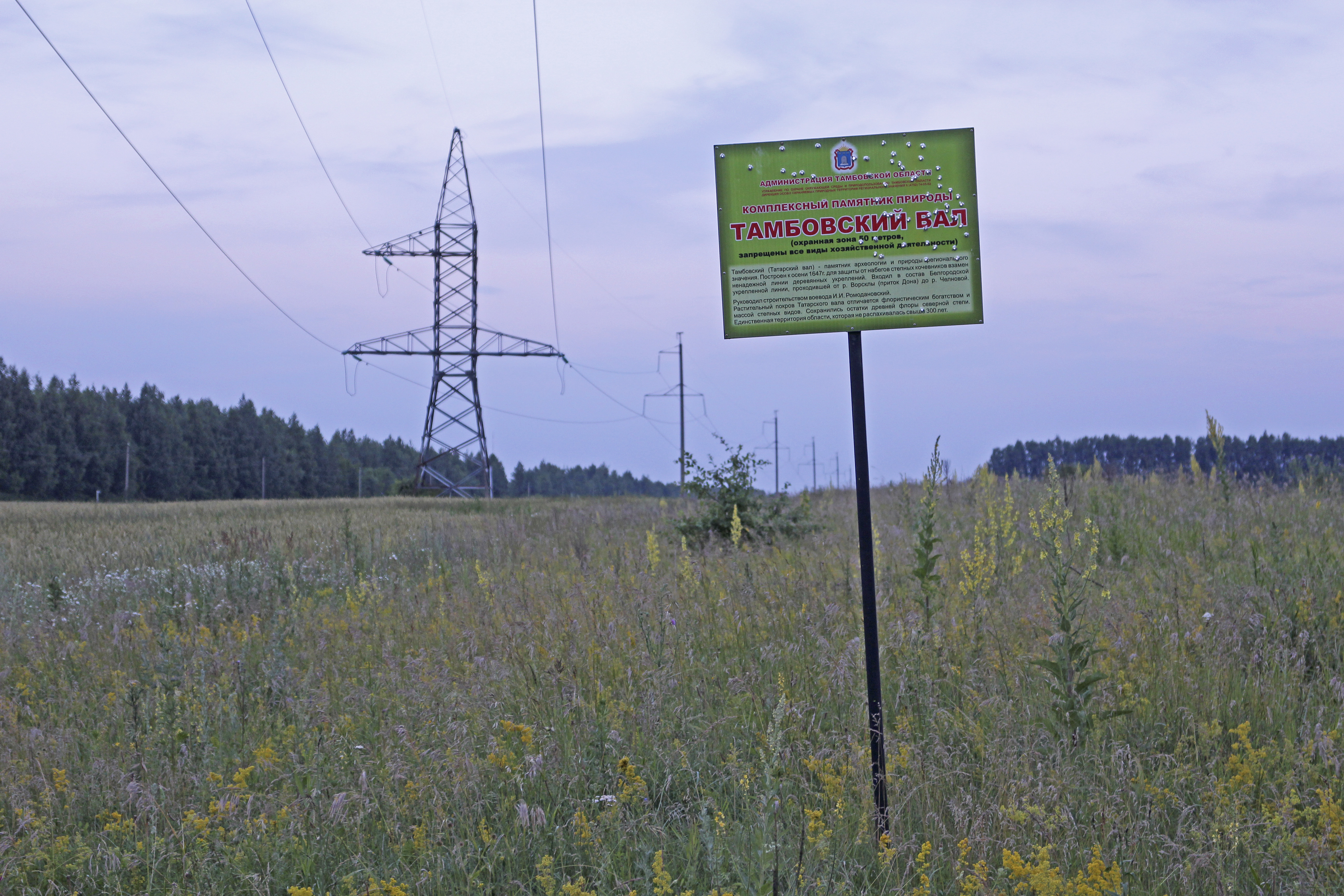
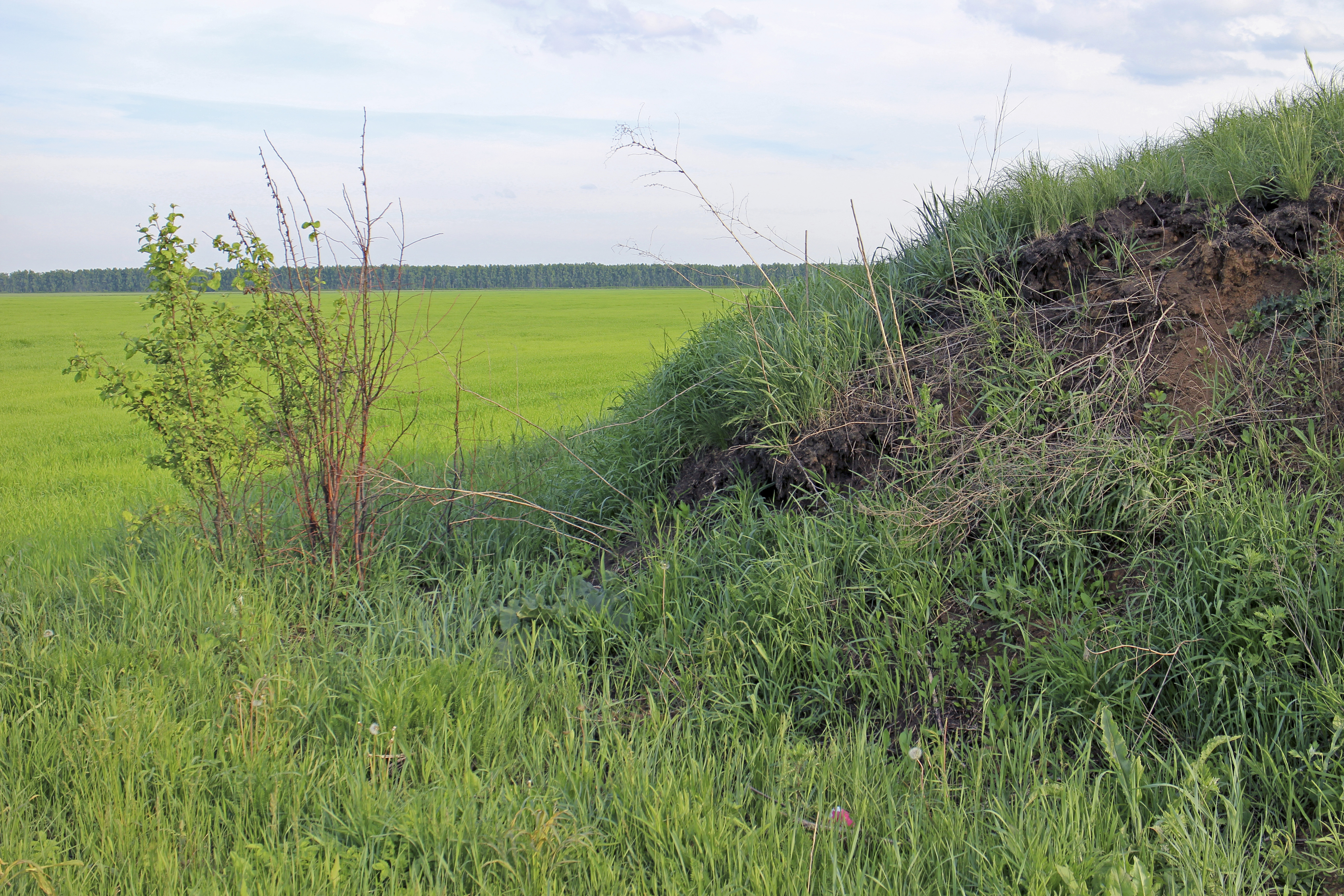
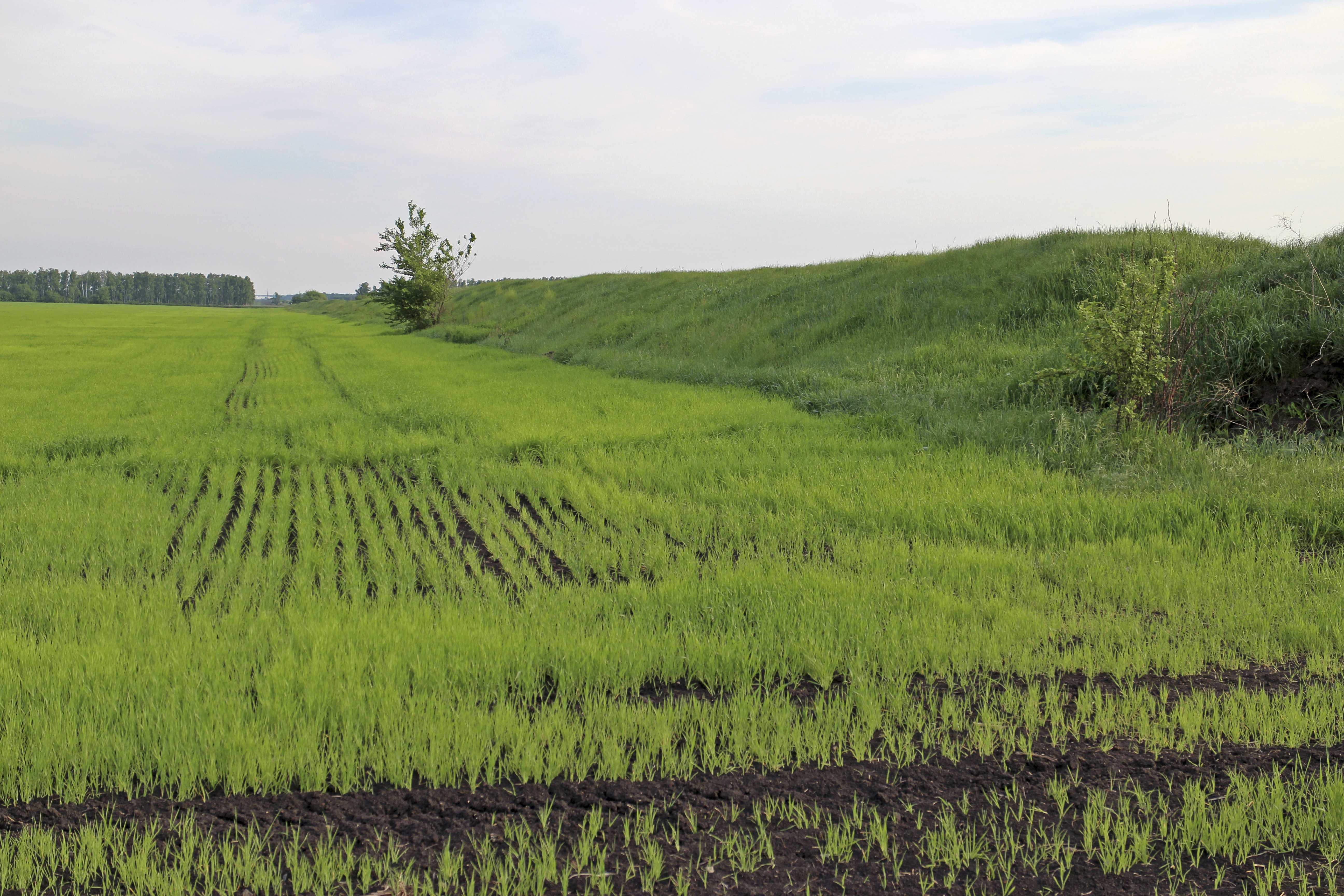
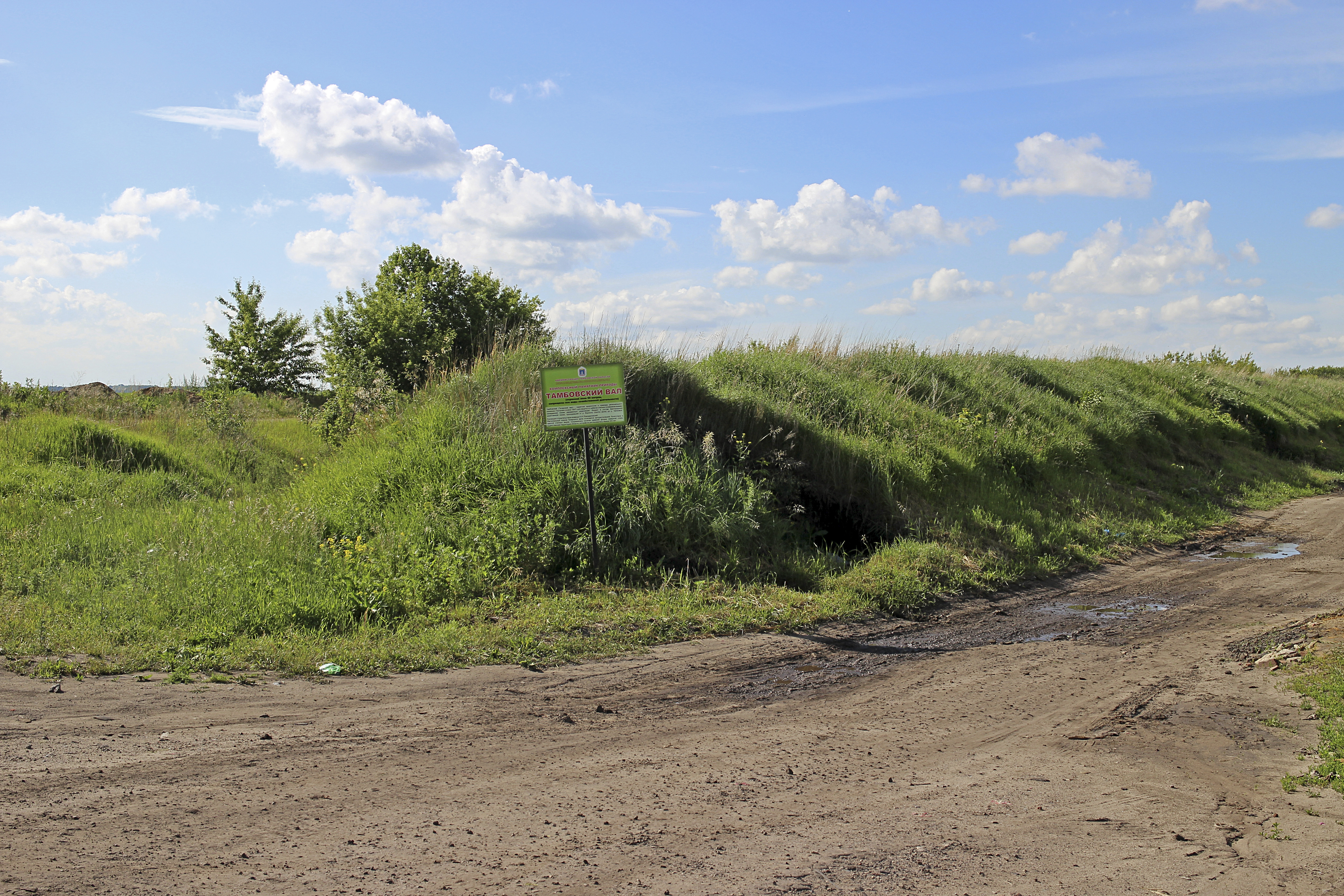
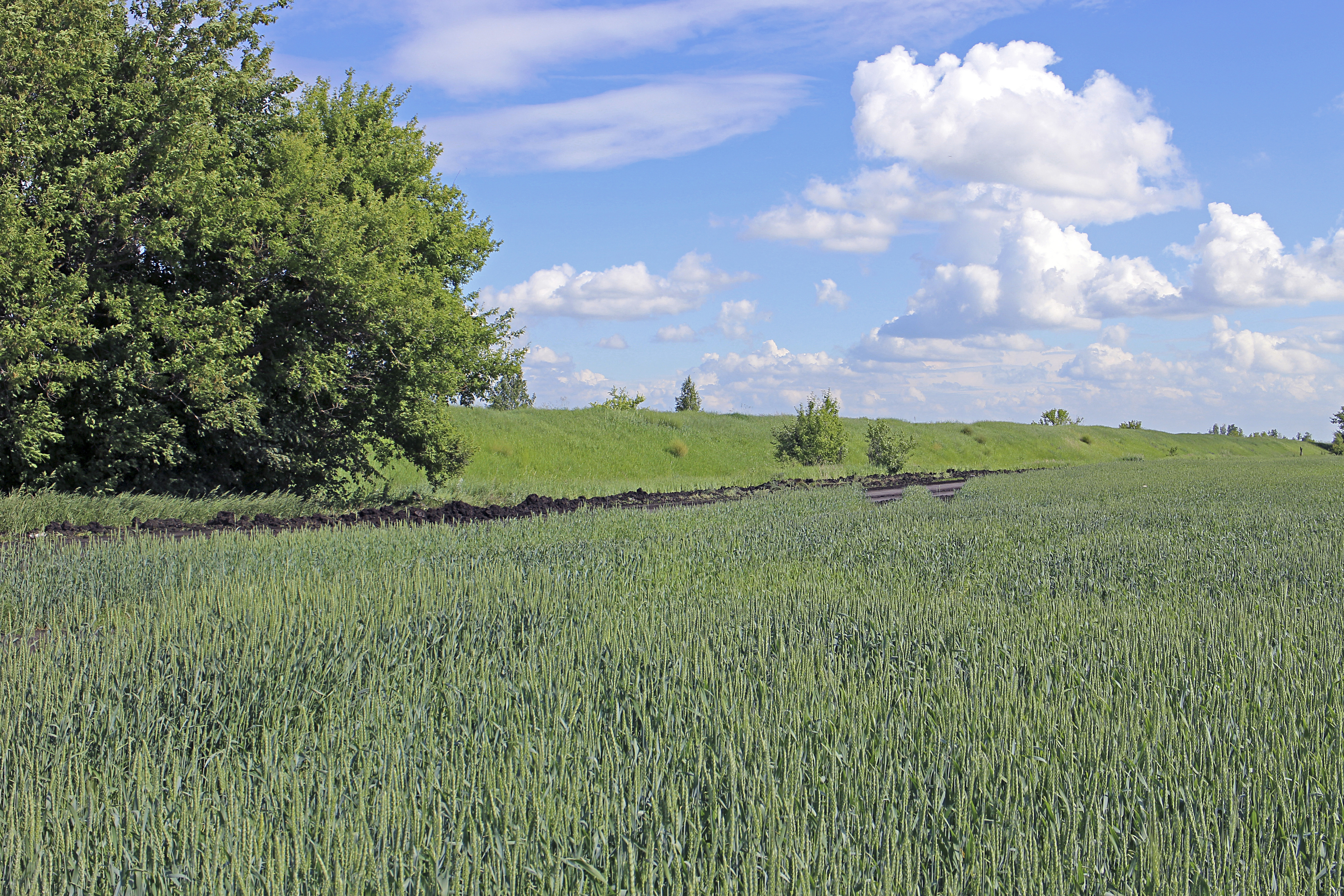